# العلاقات الإيرانية الموريشيوسية
العلاقات الإيرانية الموريشيوسية هي العلاقات الثنائية التي تجمع بين إيران وموريشيوس.

## مقارنة بين البلدين
هذه مقارنة عامة ومرجعية للدولتين:
| وجه المقارنة                                              | إيران                    | موريشيوس                 |
| --------------------------------------------------------- | ------------------------ | ------------------------ |
| المساحة (كم2)                                             | 1.65 مليون               | 2.04 ألف                 |
| عدد السكان (نسمة)                                         | 79.97 مليون              | 1.26 مليون               |
| الكثافة السكانية (ن./كم²)                                 | 48.47                    | 617.65                   |
| العاصمة                                                   | طهران                    | بورت لويس                |
| اللغة الرسمية                                             | لغة فارسية               | لغة إنجليزية، لغة فرنسية |
| العملة                                                    | ريال إيراني              | روبي موريشي              |
| الناتج المحلي الإجمالي (بليون دولار)                      | 439.51 مليار             | 13.34 مليار              |
| الناتج المحلي الإجمالي (تعادل القوة الشرائية) بليون دولار | 1.36 تريليون             | 25.36 مليار              |
| الناتج المحلي الإجمالي الاسمي للفرد دولار أمريكي          |                          | 9.25 ألف                 |
| الناتج المحلي الإجمالي للفرد دولار أمريكي                 |                          | 18.59 ألف                |
| مؤشر التنمية البشرية                                      | 0.766                    | 0.777                    |
| رمز المكالمات الدولي                                      | +98                      | +230                     |
| رمز الإنترنت                                              | .ir،                     | .mu                      |
| المنطقة الزمنية                                           | ت ع م+03:30، توقيت إيران | ت ع م+04:00              |

## منظمات دولية مشتركة
يشترك البلدان في عضوية مجموعة من المنظمات الدولية، منها:
| علم المنظمة | اسم المنظمة                        | تاريخ انضمام إيران | تاريخ انضمام موريشيوس |
| ----------- | ---------------------------------- | ------------------ | --------------------- |
|             | مؤسسة التنمية الدولية              | 10 أكتوبر 1960     | 23 سبتمبر 1968        |
|             | يونسكو                             | 6 سبتمبر 1948      | 25 أكتوبر 1968        |
|             | وكالة ضمان الاستثمار متعدد الأطراف | 15 ديسمبر 2003     | 28 ديسمبر 1990        |
|             | الأمم المتحدة                      | 24 أكتوبر 1945     | 24 أبريل 1968         |
|             | الفريق المعني برصد الأرض           | ?                  | ?                     |
|             | الاتحاد البريدي العالمي            | ?                  | ?                     |
|             | البنك الدولي للإنشاء والتعمير      | 29 ديسمبر 1945     | 23 سبتمبر 1968        |
|             | المنظمة الهيدروغرافية الدولية      | ?                  | ?                     |
|             | منظمة حظر الأسلحة الكيميائية       | ?                  | ?                     |
|             | مؤسسة التمويل الدولية              | 28 ديسمبر 1956     | 23 سبتمبر 1968        |
|             | منظمة الشرطة الجنائية الدولية      | ?                  | ?                     |

## وصلات خارجية
- موقع وزارة الخارجية الإيرانية